# École supérieure des industries du textile et de l'habillement
L’École nationale supérieure des industries du textile et de l'habillement (ESITH) est une grande école d’ingénieurs publique située à Casablanca, Maroc.

## Histoire
Créée en 1996, à l'initiative de l'Association marocaine des industries du textile et de l'habillement, l'ESITH forme des ingénieurs d'État en Génie Industriel spécialisés en logistique internationale, chef de produit  et textile habillement, et également en Informatique et Management des Systèmes (IMS), et Chimie et Traitement des Matériaux(CTM)
Plusieurs autres formations ont été créées par la suite, notamment le cycle master spécialisé (en hygiène, sécurité et environnement, en distribution et merchandising et en e-logistique), et le cycle licence professionnelle (gestion de production en textile, gestion de production en habillement, développement en habillement, gestion achats et sourcing et gestion de la chaîne logistique).
En avril 2021, elle obtient le prix «Founders Award for Innovation » du Global Career Services Summit 2021, pour la création de son Career Center
En 2022, l'ESITH a lancé un partenariat avec plusieurs entreprises internationales pour offrir des stages et des opportunités d'emploi à ses étudiants, renforçant ainsi l'internationalisation de ses programmes. De plus, l'école a inauguré un laboratoire de recherche dédié aux innovations dans le secteur textile et habillement, visant à soutenir les projets de recherche appliquée et à encourager l'innovation dans les matériaux et les technologies de production.
En 2023, l'ESITH a introduit un programme d'échange académique avec des institutions partenaires en Europe et en Asie, offrant à ses étudiants la possibilité de suivre des cours et de réaliser des projets internationaux. Ces initiatives reflètent l'engagement de l'ESITH à fournir une formation de haute qualité, à la pointe des évolutions technologiques et industrielles.

## Partenariat
- École nationale supérieure des arts et industries textiles
- Institut national des sciences appliquées Hauts-de-France
- Doncaster college and university
- École nationale supérieure d'ingénieurs Sud-Alsace
- Université Laval
- Groupe Collège LaSalle